# Бетел Тауншип (округ Фултон, Пенсільванія)
Бетел Тауншип (англ. Bethel Township) — селище (англ. township) в США, в окрузі Фултон штату Пенсільванія. Населення — 1555 осіб (2020).

## Демографія
Згідно з переписом 2010 року, у селищі мешкало 1508 осіб у 603 домогосподарствах у складі 424 родин. Було 706 помешкань
Расовий склад населення:
| - 98,3 % — білих - 0,3 % — корінних американців - 0,3 % — чорних або афроамериканців - 0,1 % — азіатів |

До двох чи більше рас належало 0,3 %. Частка іспаномовних становила 1,1 % від усіх жителів.
За віковим діапазоном населення розподілялося таким чином: 23,7 % — особи молодші 18 років, 60,8 % — особи у віці 18—64 років, 15,5 % — особи у віці 65 років та старші. Медіана віку мешканця становила 40,8 року. На 100 осіб жіночої статі у селищі припадало 100,8 чоловіків;  на 100 жінок у віці від 18 років та старших — 100,0 чоловіків також старших 18 років.
Середній дохід на одне домашнє господарство  становив 63 774 долари США (медіана — 60 375), а середній дохід на одну сім'ю — 69 705 доларів (медіана — 65 200). Медіана доходів становила 44 875 доларів для чоловіків та 29 875 доларів для жінок. За межею бідності перебувало 6,5 % осіб, у тому числі 7,6 % дітей у віці до 18 років та 2,7 % осіб у віці 65 років та старших.
Цивільне працевлаштоване населення становило 755 осіб. Основні галузі зайнятості: освіта, охорона здоров'я та соціальна допомога — 18,1 %, виробництво — 15,0 %, роздрібна торгівля — 11,3 %, будівництво — 9,9 %.